# 暁佳奈
暁 佳奈（あかつき かな）は、日本の小説家。

## 来歴
北海道在住。第5回京都アニメーション大賞小説部門でデビュー作『ヴァイオレット・エヴァーガーデン』が大賞を受賞しデビューした。
第5回京都アニメーション大賞小説部門で同賞初の大賞（2019年までで唯一の大賞受賞作）を受賞し、『ヴァイオレット・エヴァーガーデン』でデビュー。同作は2018年1月にアニメーション化した。
2020年9月にはゲーム『ソードアート・オンライン アリシゼーション リコリス』のシナリオ「古の使徒 -森林の死神-」を手掛けた。
2023年にはゲーム『ソードアート・オンライン ラスト リコレクション』のシナリオを手掛ける。

## 人物
執筆は趣味である。
映画が好きである。
作家を志したのは「ひとりで生きていくのはどうしたら良いか」と考えたため。しかし実際に作家になってみると、作家以外に編集者・イラストレーター・装丁家・出版社・印刷所・書店員・読者など実に多くの人間が作品に関わっていることを知り、「ひとりでは出来ません。大変傲慢な考え方だったと現在は反省しています」と語っている。
文体は少女小説と海外児童文学に多大な影響を受けている他、物語構成は映画からの影響も大きいといい、インタビューでは「主にこの三つをことこと同じ鍋で煮て出来たのが現在の作風」と語っている。また映画監督のエドガー・ライトの作風に、自分の作品と近いものを感じているという。
幼少期に読んだ絵本で好きだったのは『のばらの村のものがたり』シリーズ。そのほかお気に入り作品として、少女小説では小野不由美『ゴーストハントシリーズ』『十二国記』や荻原規子作品全般、児童文学では『モモ』『ハリー・ポッターシリーズ』『やかまし村のこどもたち』など、映画では『マグノリア』『マルコヴィッチの穴』『ヴァージン・スーサイズ』などを挙げている。

## 作品

### 単行本

#### ヴァイオレット・エヴァーガーデン
イラスト：高瀬亜貴子、KAエスマ文庫（京都アニメーション）、全4巻
- ヴァイオレット・エヴァーガーデン 〜ラスト・レター〜
劇場アニメ版の入場特典・映像ソフト封入特典として発表された各種短編を再録した文庫で、外箱付のカバー無し装丁となっている。
WEB限定の受注限定生産で2022年1月25日に販売され、2023年5月には『コンパクトエディション』として外箱無しの廉価版で再販されている。
  - アン・マグノリアと十九歳の誕生日（ヴァイオレット・エヴァーガーデン 外伝 - 永遠と自動手記人形 -入場特典[8]）
  - リオン・ステファノティスと一番星（ヴァイオレット・エヴァーガーデン 外伝 - 永遠と自動手記人形 -入場特典）
  - シャルロッテ・エーベルフレイヤ・フリューゲルと森の王国（ヴァイオレット・エヴァーガーデン 外伝 - 永遠と自動手記人形 -入場特典）
  - イザベラ・ヨークと花の雨（ヴァイオレット・エヴァーガーデン 外伝 - 永遠と自動手記人形 -入場特典）
  - エイミー・バートレットと春の木漏れ日（ヴァイオレット・エヴァーガーデン 外伝 - 永遠と自動手記人形 -Blu-ray＆DVD封入特典）
  - ベネディクト・ブルーの菫（劇場版 ヴァイオレット・エヴァーガーデン入場特典[9]）
  - オスカーの小さな天使（劇場版 ヴァイオレット・エヴァーガーデン入場特典）
  - ヴァイオレット・エヴァーガーデンIf（劇場版 ヴァイオレット・エヴァーガーデン入場特典）
  - ギルベルト・ブーゲンビリアと儚い夢（劇場版 ヴァイオレット・エヴァーガーデン入場特典）
  - ディートフリート・ブーゲンビリアIf（『ラスト・レター』書下ろし作品）
  - 星降りの夜とさみしいふたり（『ラスト・レター』書下ろし作品）

#### 春夏秋冬代行者
イラスト：スオウ、電撃文庫（KADOKAWA）、既刊8巻

### 単行本未収録作品

#### 特典小説
ヴァイオレット・エヴァーガーデン
- 仕立て屋と自動手記人形（KAエスマ文庫リレー2020『KAエスマ短編集』[10] ）
- 『少佐日誌』花咲く月 快晴のち雨（劇場版 ヴァイオレット・エヴァーガーデン 公式ファンブック寄稿）
- 『日記』晴れのち雨天（劇場版 ヴァイオレット・エヴァーガーデン 公式ファンブック寄稿）

春夏秋冬代行者
- 護衛官姫鷹さくらによる代行者日記（『春夏秋冬代行者 春の舞』TSUTAYA特典[11]）
- 護衛官寒月凍蝶による代行者日記（『春夏秋冬代行者 春の舞』応援書店共通特典）
- 雪後の天（『春夏秋冬代行者 春の舞』アニメイト有償特典）
- 春疾風（『春夏秋冬代行者 春の舞』ゲーマーズ有償特典）
- 冬桜（『春夏秋冬代行者 春の舞』メロンブックス有償特典）
- いずれ菖蒲か杜若（『春夏秋冬代行者 春の舞』メロンブックス有償特典）
- 探梅（『春夏秋冬代行者 春の舞』メロンブックス有償特典）
- 桜桃の実（電撃文庫超感謝フェア2021 限定SSリーフレット[12]）
- 花残月（『春夏秋冬代行者』グッズセット特典[13]）
- 夏の果（『春夏秋冬代行者 夏の舞』アニメイト有償特典）
- 雪月夜（『春夏秋冬代行者 夏の舞』メロンブックス有償特典）
- 落花流水（『春夏秋冬代行者 夏の舞』メロンブックス有償特典）
- 守り刀（電撃文庫超感謝フェア2022夏 限定SSリーフレット）
- 守り人巫覡弓弦による巫の射手日記（『春夏秋冬代行者 暁の射手』応援書店共通特典）
- 暁月夜（『春夏秋冬代行者 暁の射手』アニメイト有償特典）
- 春隣（『春夏秋冬代行者 暁の射手』メロンブックス有償特典）
- 篭鳥恋雲（『春夏秋冬代行者 暁の射手』メロンブックス有償特典）
- 芝蘭の友（『春夏秋冬代行者 暁の射手』メロンブックス有償特典）
- 走狗（電撃文庫超感謝フェア2023夏 限定SSリーフレット）
- 春泥（小松田なっぱ『春夏秋冬代行者 春の舞 3』アニメイト有償特典）
- 恋に師匠なし（浅見百合子『春夏秋冬代行者 百歌百葉 1』寄稿）
- 花は根に鳥は古巣に（『春夏秋冬代行者 秋の舞』アニメイト有償特典）
- 人生行路（『春夏秋冬代行者 秋の舞』メロンブックス有償特典）
- 恋蛍（『春夏秋冬代行者 秋の舞』メロンブックス有償特典）
- 神のまにまに（『春夏秋冬代行者 秋の舞』メロンブックス有償特典）
- 魔法をあげる（浅見百合子『春夏秋冬代行者 百歌百葉 2』寄稿）
- 月雪花（『春夏秋冬代行者 黄昏の射手』アニメイト有償特典）
- 小夜嵐（『春夏秋冬代行者 黄昏の射手』メロンブックス有償特典）
- 雲心月性（『春夏秋冬代行者 黄昏の射手』メロンブックス有償特典）
- 守り人巫覡慧剣による巫の射手日記（『春夏秋冬代行者 黄昏の射手』応援書店共通特典）

### Web掲載

#### 小説投稿エブリスタ
- オールドローズ世界職業全集
- オールドローズ世界職業全集II
いずれも2021年時点で掲載サイトから削除されている。

#### カクヨム掲載
- 春夏秋冬代行者 外伝 〜夜半の春〜
- 春夏秋冬代行者外伝 水中花
- 暁の射手 〜春夏秋冬代行者外伝〜
- 春夏秋冬代行者外伝 〜祭衣〜
- 春夏秋冬代行者外伝 〜一夜酒〜
- 比翼連理
- 恋の闇路
- 春夏秋冬代行者 暁の射手 外伝 〜依依恋恋〜
- 春夏秋冬代行者 暁の射手 外伝 〜冬夏青青〜
- 春夏秋冬代行者 暁の射手 外伝 〜甘酒〜
- 春夏秋冬代行者 暁の射手 外伝 〜耐冬花〜
- 春夏秋冬代行者 暁の射手 外伝 〜初日の出〜
- 春夏秋冬代行者 秋の舞 外伝 〜望郷〜
- 春夏秋冬代行者 秋の舞 外伝 帰路〜夏〜
- 春夏秋冬代行者 秋の舞 外伝 帰路〜秋〜
- 春夏秋冬代行者 黄昏の射手 外伝 〜夜雨対牀〜
- 春夏秋冬代行者 黄昏の射手 外伝 〜南柯の夢〜

#### その他
- 王妃と自動手記人形（ヴァイオレット・エヴァーガーデン公式サイトにて2020年12月18日から2021年3月19日までの限定公開）

### 朗読劇
- 石川由依 UTA-KATA Vol.1 〜夜明けの吟遊詩人〜（2020年1月11日初演） - 脚本

### ゲーム
- ソードアート・オンライン アリシゼーション リコリス
  - DLC『古の使徒 -森林の死神-』 - 脚本[14]
  - DLC『古の使徒 -混迷の道化-』 - 脚本[15]
  - DLC『Myosotis』 - プロット / 全体脚本 / シナリオ[16]
  - DLC『Matricaria』 - プロット / 全体脚本 / シナリオ[17]
- ソードアート・オンライン ラスト リコレクション